# Romagne-sous-Montfaucon
Romagne-sous-Montfaucon är en kommun i departementet Meuse i regionen Grand Est (tidigare regionen Lorraine) i nordöstra Frankrike. Kommunen ligger i kantonen Montfaucon-d'Argonne som tillhör arrondissementet Verdun. År 2022 hade Romagne-sous-Montfaucon 175 invånare.

## Befolkningsutveckling
Antalet invånare i kommunen Romagne-sous-Montfaucon
| Referens: INSEE |